# Moshe Sternbuch
Pour les articles homonymes, voir Sternbuch.
Moshe Sternbuch ((he): משה שטרנבוך), né le 15 février 1926, à Londres, est un rabbin haredi israélien, d'originne britannique, qui occupe la position de ga'avad (Gaon Av Beth Din) de l'Edah Haredit de Jérusalem et de rabbin de la Synagogue Gra du quartier de Har Nof. 

## Biographie
Moshe Sternbuch est né le 15 février 1926, à Londres, au Royaume-Uni. Il fait partie d'une fratrie de neuf enfants. Il est le fils de Asher Sternbuch et de Devorah Sternbuch. Asher Sternbuch est né le 26 septembre 1891 à Chisinau, en République de Moldavie et est mort le 18 août 1935 à Londres au Royaume-Uni. Devorah Sternbuch (née Pines) est née le 15 mai 1901 à Ostroh en Ukraine et est morte le 12 janvier 1993 à Londres au Royaume-Uni.
Parmi la fratrie de Moshe Sternbuch, on trouve son frère le rabbin Dov Sternbuch, né en 1923 à Londres, au Royaume-Uni et mort le 7 janvier 2020 à Bnei Brak en Israël,.

## Œuvres
- (he) Moadim Uzmanim (9 Vol). Nesivos HaTorah VeHaChesed.(Commentaires sur les fêtes juives).
- (he)Ta'am VeDaas Al HaTorah (3 Vol). Jérusalem, Israël. (Commentaires sur la Torah).
- (he)Haggadah Shel Pesach: Ta'am VeDa'as.  Jérusalem, Israël. 2001. (Commentaires sur la Haggadah).
- (he) Teshuvos VeHanhagos (7 Vol). (Questions et réponses sur le Shoulhan Aroukh).
- (he) Chochma VeDaas (2 Vol).
- (he) HaDerech LiTeshuva.
- (he) Birkas HaChamah.
- (he)Erev Pesach SheChal B'Shabbos Ve'Purim Me'shulash.
- (he) Orchos HaBayis. (Lois de la maison)
- Hilchos HaGr"a U'minhagav. (Lois et coutumes du Gaon de Vilna).
- Stam Ke'Hilchasan. Jérusalem, Israël. 2007. (Lois sur l'écriture d'un Sefer Torah, de Tephillin, et de Mezouzah).
- (en) A Voice in the Darkness Harav Moshe Sternbuch Speaks on Contemporary Issues. Jérusalem, Israël: Feldheim
- (en) Talks on the Weekly Sedra, Taste and Know. Jérusalem, Israël
- (en) Laws of Jewish Family Life Laws Niddah. Jérusalem, Israël.